# Ann Katharine Mitchell
Ann Katharine Mitchell (nascuda com a Ann Katharine Williamson; 19 de novembre de 1922 - 11 de maig de 2020) va ser una criptoanalista i psicòloga britànica coneguda per treballar en el desxiframent de missatges codificats en el xifrat alemany Enigma a Bletchley Park durant la Segona Guerra Mundial.
Ann Williamson va néixer a Oxford el 19 de novembre de 1922. El seu pare havia treballat anteriorment a l'Indian Civil Service, i la seua mare ajudà a organitzar una de les primeres clíniques de planificació familiar a la Gran Bretanya.
Mitchell va guanyar una beca per estudiar a la Headington School d'Oxford de 1930 a 1939, abans de guanyar una plaça per estudiar matemàtiques al Lady Margaret Hall, Universitat d'Oxford, entre 1940 i 1943. En aquell moment relativament poques dones anaven a Oxford i encara menys estudiaven matemàtiques. Només hi havia cinc dones en el seu any a Oxford i va remarcar que els homes que venien a la universitat havien estat ensenyats matemàtiques molt millor a l'escola que a les noies. De fet, la directora de la que fou la seua escola va desaconsellar Mitchell que estudiara matemàtiques, suggerint que era quelcom "poc femení"; els seus pares, però, van desobeir l'escola i la van permetre ocupar el seu lloc a Oxford.

## Carrera

### Segona Guerra Mundial
Mitchell va ser reclutada per treballar a Bletchley Park el setembre de 1943 després de graduar-se a Oxford, i fins al maig de 1945 va treballar a la Hut 6 en els desxifrats d'Enigma de l'exèrcit alemany i de la força aèria. Va ser contractada com a treballadora temporal a l'Oficina d'Afers Estrangers i de la Commonwealth amb un sou anual de 150 £ (augmentat a 200 £ després del seu 21è aniversari). Gran part del seu treball consistia a convertir "cribs" en "menús", les instruccions d'operació dels dispositius de desxifrat Bombe, per identificar quina podria ser la configuració d'Enigma d'aquell dia. Els alemanys canviaven el seu codi cada nit a mitjanit, així que Mitchell i els seus companys havien de començar de zero cada dia nou intentant desxifrar els codis. Stuart Milner-Barry, el cap de la Hut 6, va tenir dificultats per reclutar prous homes a causa de les demandes de la guerra. Degut al fet que les normes del servei civil britànic impedien que homes i dones treballessin junts en els torns nocturns, Mitchell treballava només amb dones a la Hut 6. Després de la guerra, es va obligar a aquells que van treballar a Bletchley que oblidaren el treball que van dur a terme i que el guardessin en secret. Un cop fet públic el treball a Bletchley i aixecada aquesta prohibició, Ann va donar moltes xerrades i entrevistes sobre el paper que va exercir durant la guerra.
La seva història està inclosa al llibre The Bletchley Girls: War, Secrecy, Love and Loss: The Women of Bletchley Park Tell Their Story (2015) de la historiadora Tessa Dunlop.

### Treball acadèmic i de política social
A la dècada de 1950, Mitchell va treballar com a consellera matrimonial amb el Scottish Marriage Guidance Council (ara conegut com a Relate Scotland). A la dècada de 1970 va tornar a la universitat per estudiar política social i el 1980 es va graduar amb un Màster en Filosofia per la Universitat d'Edimburg. A principis de la dècada de 1980 va treballar com a investigadora associada al Departament d'Administració Social de la Universitat d'Edimburg.
Mitchell va treballar i va publicar àmpliament sobre el tema de la ruptura matrimonial i el divorci, i en particular sobre l'experiència dels nens en les ruptures familiars. Els seus llibres inclouen Someone to Turn To: Experiences of Help before Divorce (1981); Quan els pares se separen (1982); Els nens al mig (1985); Afrontant la separació i el divorci (1986); i Famílies (1987), i s'han traduït a diversos idiomes. S'ha fet referència al treball de Mitchell en altres diversos treballs sobre el divorci a Escòcia. També es va utilitzar com a mostra d'evidència en dos informes de la Scottish Law Commission, "Family Law: Report on Aliment and Financial Provision" (1981). i "Report on Reform of the Ground for Divorce" (1989). El 2014, en un article al Scots Law Times, l'advocat de dret de família Janys Scott QC va revisar el treball de Mitchell sobre el funcionament del tribunal de divorci escocès. Scott va concloure que "Mitchell ha tingut una profunda influència en el dret de família a Escòcia", i que el seu llibre de 1985 Children in the Middle va ser "un treball seminal" en aquest camp.

### Investigació històrica
Als setanta anys Mitchell va investigar i va escriure sobre la història d'Edimburg. Va publicar dos llibres, The People of Calton Hill (1993) i No More Corncraiks: Lord Moray's Feuars in Edinburgh's New Town (1998).

## Vida personal
Es va casar amb John Angus Macbeth Mitchell, conegut com Angus, el 13 de desembre de 1948; van tenir quatre fills i van viure a Edimburg. Va morir el 26 de febrer de 2018, després d'haver-se jubilat com a alt funcionari l'any 1984, any després del qual Ann i ell van treballar durant molts anys al sector voluntari i a l'àmbit acadèmic. Durant la seua vida a l'exèrcit, a la funció pública i al sector voluntari, va ser guardonat com a Company of the Bath, Comandant de la Reial Ordre Victoriana, Creu Militar, Cavaller de l'Ordre d'Orange-Nassau (Països Baixos) i Cavaller de la Légion d'Honor (França).
Mitchell va morir l'11 de maig de 2020, als 97 anys, a Edimburg. Va donar positiu per COVID-19 durant la pandèmia de COVID-19 a Escòcia poc abans de la seva mort.